# Farní sbor Českobratrské církve evangelické v Sloupnici
Farní sbor Českobratrské církve evangelické v Sloupnici patří do Chrudimského seniorátu.
Současným farářem je od 1. června 2022 Daniel Matouš, kurátorem sboru je Petr Beneš.

## Počátky sboru
- 30. říjen 1781 – tajní sloupenští evangelíci čtou zástupcům Městského úřadu v Litomyšli Toleranční patent (vydaný císařem Josefem II. 13. října 1781)
- 4. prosinec 1781 – na Městském úřadu v Litomyšli podána žádost (seznam žadatelů) o registraci k helvetskému vyznání
- 9. prosinec 1781 – první (povolené) evangelické bohoslužby ve Sloupnici
- 16. červen 1783 – příchod prvního evangelického duchovního, Jánose Breznaye z Uher
- 1783 – zvoleno 12 starších ze šesti obcí; zřízen první evangelický hřbitov ve Sloupnici (v Černohorském koutě); založeny matriky
- 1784 – postavena sloupnická modlitebna ve Džbánově
- 1785 – zakoupena chalupa na faru ve Sloupnici
- 1786 – založena evangelická škola ve Džbánově; zvoleni tři starší pro choceňskou část sboru; zřízen druhý evangelický hřbitov za "Voděradským stezníkem"
- 1795 – postavena modlitebna ve Sloupnici

## Obce v obvodu sboru
- České Heřmanice (včetně částí Borová, Chotěšiny a Netřeby)
- Řetová
- Sloupnice
- Vlčkov

## Faráři sboru
Seznam farářů:
- Jan Breznay (1783–1788)
- Ondřej Akoš (1789–1802)
- Štěpán Vasarhely (1802–1815)
- Gabriel Molnár (1816–1843)
- Josef Fischer (1843–1857)
- Jiří Čížek (1858–1879)
- Bohumil Fleischer (1880–1913)
- Benjamin Fleischer (1914–1924)
- Bohumil Smetánka (1927–1930)
- Bedřich Henych (1931)
- Jan Strnad (1932–1946)
- Břetislav Chlebníček (1947–1958)
- Miloslav Běťák (1958–1990)

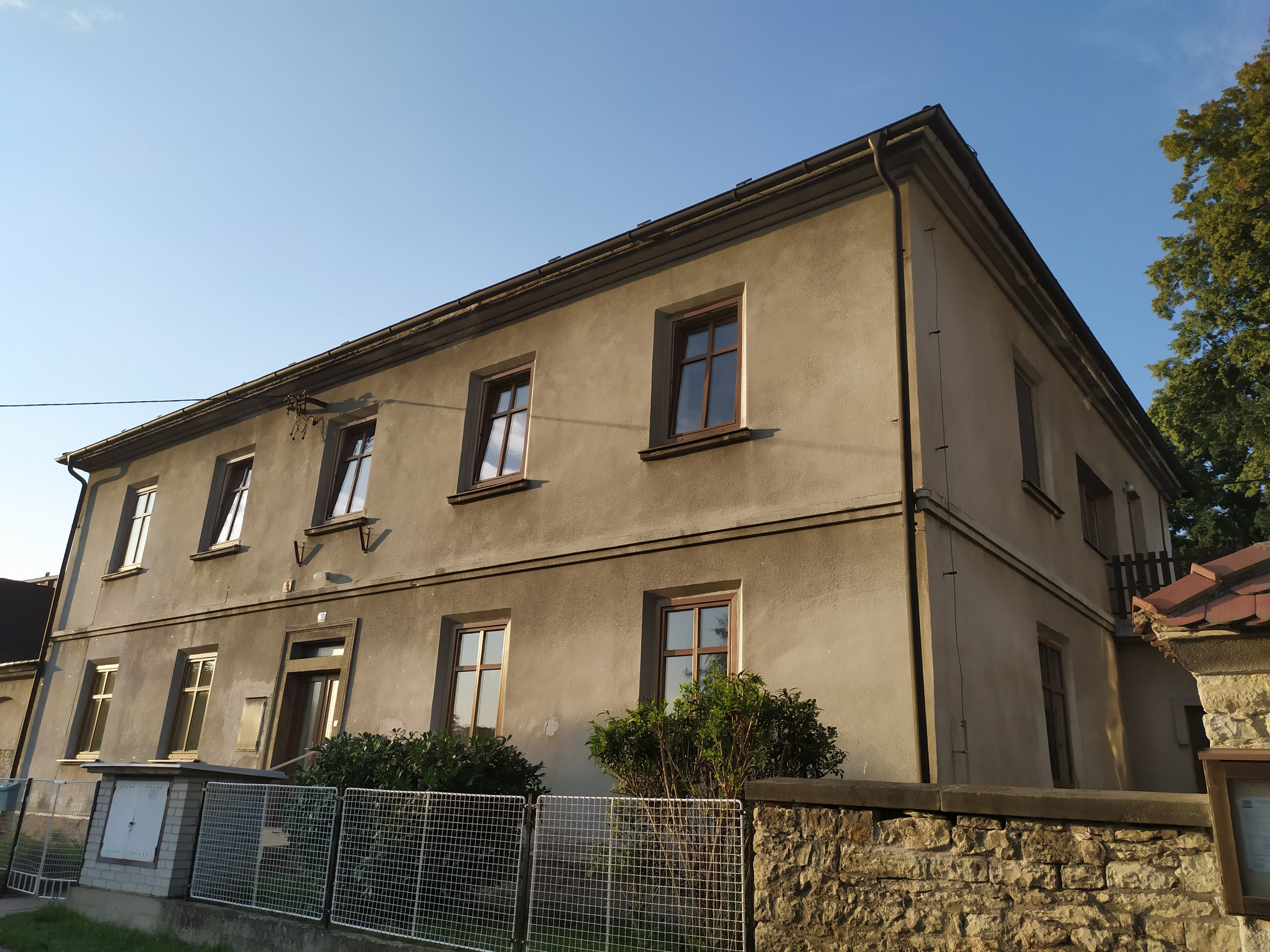
Fara

- Pavel Knorek (1990–2002m diakon a jáhen)
- Jiří Zedníček (2002–2006)
- Petr Peňáz (2006–2019)[2]
- Daniel Matouš (od června 2022)